# (11350) Teresa
(11350) Teresa (1997 QN4) – planetoida z pasa głównego asteroid okrążająca Słońce w ciągu 5,02 lat w średniej odległości 2,93 j.a. Odkryta 29 sierpnia 1997 roku.